# Pawieł Kowalewski

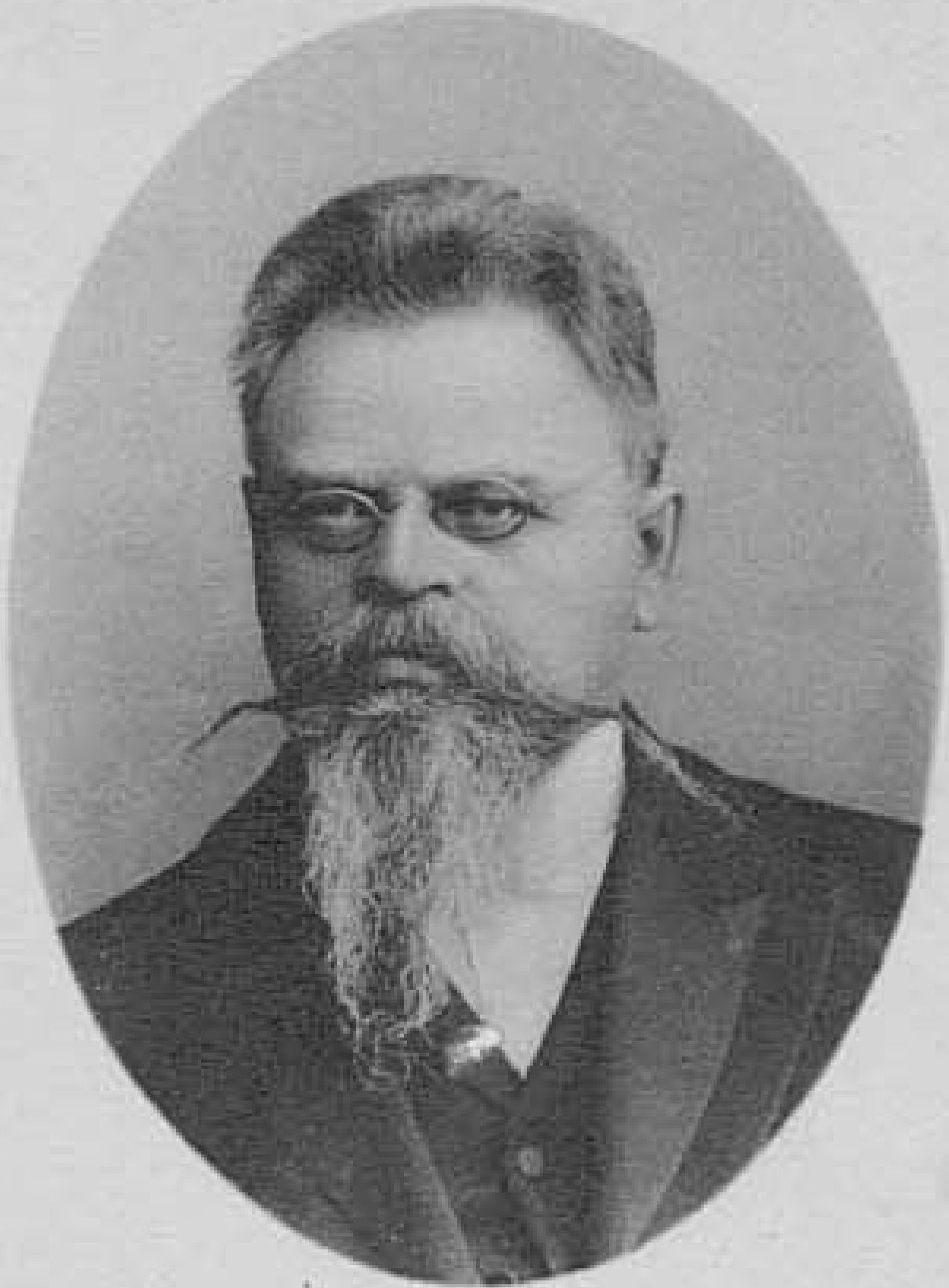
Pawieł Kowalewski

Pawieł Iwanowicz Kowalewski (ros. Павел Иванович Ковалевский, ur. 1849 lub 1850 w Petropawliwce, zm. 17 października 1931 w Liège) – rosyjski lekarz psychiatra i neurolog, profesor Uniwersytetu Charkowskiego, Uniwersytetu Warszawskiego, Uniwersytetu w Kazaniu i Uniwersytetu w Sankt Petersburgu, pisarz, ideolog rosyjskiego nacjonalizmu.

## Życiorys
Ukończył szkołę teologiczną i seminarium w Jekaterynosławiu. Potem studiował medycynę na Charkowskim Uniwersytecie Imperatorskim, studia ukończył w 1874. Na temat rozprawy doktorskiej wybrał symptomatologię melancholii. W 1884 został profesorem na Charkowskim Uniwersytecie. W 1892 został profesorem na Cesarskim Uniwersytecie Warszawskim, przez dwa lata pełnił godność rektora uczelni. Od 1903 na katedrze Uniwersytetu w Kazaniu, potem na Uniwersytecie w Sankt Petersburgu.
Autor licznych artykułów i książek, napisał kilkukrotnie wznawiany podręcznik psychiatrii, tłumaczył na rosyjski prace Pinela, Meynerta, Wernickego i inne. Założyciel i redaktor pierwszego rosyjskiego czasopisma psychiatrycznego „Archiw niewrołogi i psichiatrii”. Członek korespondent Royal College of Psychiatrists od 1889 roku.
Był autorem patobiografii postaci historycznych, m.in. Iwana Groźnego, Piotra III, Mahometa, Joanny d’Arc, Pawła I, Napoleona, Kambyzesa II, Ludwika II i Emanuela Swedenborga.
Okoliczności jego śmierci długo były niejasne. W grudniu 1924 emigrował do Belgii, gdzie zmarł w 1931 roku.
Uczniami Kowalewskiego byli m.in. Andruzski, Trutowski, Juszczenko, Popow, Płatonow, Muchin.
Niekiedy jest mylony z rosyjskim anatomem i embriologiem polskiego pochodzenia, Aleksandrem Kowalewskim.

## Wybrane prace
- Psychopathologie légale tome II: générale. Paris: Vigot Frères, 1903
- Wahnsinnige als Herrscher und Führer der Völker. Psychiatrische Studien aus der Geschichte. Mit Genehmigung des Verfassers nach der sechsten Auflage aus dem Russischen übersetzt von Wilhelm Heckel. 1. Teil. München: Verlag der Aerztlichen Rundschau Otto Gmelin, 1910.
- Завоевание Кавказа Россией. Исторические очерки. Санкт-Петербург, 1911
- История России с национальной точки зрения. Санкт-Петербург, 1912
- Основы Русского национализма. Санкт-Петербург, 1912
- История Малороссии. Санкт-Петербург, 1914
- Психология Русской нации. Санкт-Петербург, 1915